# Lennert Géza
Lennert Géza István (Budapest, 1952. augusztus 24. –) Szerbiában élő magyar újságíró; fotográfus, a fotóművészet mestere.

## Kezdeti évek, tanulmányok
A Lennert családnak a Duna mentén, Gomboson voltak folyamimalmaik, apai dédapja még saját malmaiban dolgozó molnár volt. Lennert Géza édesapja, Lennert Antal, Szabadkán, a kereskedelmi akadémián, végzett 1942-ben, rá egy évvel besorozták a magyar hadseregbe, megjárta a frontot, majd szovjet hadifogságba esett. 1947-ben szabadult, s mivel az akkori politikai helyzetben életveszélyes lett volna volt magyar katonaként visszatérnie a Délvidékre, Jugoszláviába, ezért a magyar fővárosba menekült, ahol az akkor újdonságnak számító műanyag megmunkálásának szakembere lett.
Feleségül vette Vieszt Sarolta parlamenti gyorsírót. 1952. augusztus 24-én megszületett gyermekük, Lennert Géza István. 1956-ban Budapestről Újvidékre költöztek.
Lennert tanulmányait Újvidéken kezdte meg, az általános iskola és a vegyészeti technológiai középiskola elvégzését követően 1971-től 1977-ig az Újvidéki Egyetem technológiai karának hallgatója volt. Egyetemi tanulmányai mellett sajátította el a fényképész mesterséget, 1977-ben letette fényképészszakvizsgát.1978-ban Nagybecskereken a Műszaki Főiskolán szerzett vegyész-technológus üzemmérnöki oklevelet.

## Kultúraközvetítés vajdasági magyar gyermekeknek
Lennert a tanulmányai befejezését követő kötelező katonai szolgálat után, 1979-től az Újvidéki Televízió magyar szerkesztőségének operatőr-asszisztense volt egy éven keresztül.
Lennert ezt követően fotográfus, sajtófotós és hírlapíró pályafutását az újvidéki Forum szerkesztőség munkatársaként kezdte meg. A Forum adta ki a délvidéki magyar gyermekek legnépszerűbb magyar nyelvű és szellemiségű gyermeklapjait, a Jó Pajtás hetilapot és a Mézeskalács havonta megjelenő gyermekújságot. Lennert ezeknek a magyar gyermeklapoknak lett a fotóriporter-újságírója.
Ekkor indult mély kapcsolata a politikai, társadalmi és történelmi változások, a Délszláv háború viszontagságai és a tulajdonosváltások ellenére is fennmaradt ezekkel a magyarnyelvű gyermeklapokkal, ez a kötelék szoros maradt nyugdíjba vonulását követően is. 1996-tól Lennert lett a két gyermeklapot kiadó Amicus-Jó Pajtás Kft. igazgatója, a Jó Pajtás és a Mézeskalács fő– és felelős szerkesztője. 2000-től 2007-ig a kicsiknek szóló magyar médiumok igazgató-főszerkesztője volt.
2008. augusztusától az Amicus-Jó Pajtás Kft. a szerbiai magyar önkormányzatiságot gyakorló Magyar Nemzeti Tanács patronátusa alatt működő Magyar Szó Lapkiadó Kft. kiadásában, de változatlanul a korábbi lapszerkesztői apparátus gondozásában jelent meg, immáron internetes változatban is. A gyermeklapokat nyugdíjba vonulásáig, 2013-ig, Lennert jegyezte felelősszerkesztőként, a Jó Pajtás ekkor kapott Külhoni Magyarságért díjat.

## Fotográfusi pálya
Lennert 1969 óta foglalkozik művészi fényképezéssel, kiállításokon 1971 óta vesz részt. Ötvenet meghaladó önálló és mintegy 500 belföldi és külföldi zsűrizett kiállításon szerepelt alkotásaival. Fényképei számos lapban és könyvben jelentek meg fedlapként, illetve illusztrációként vagy műmellékletként. A fotógráfiájában kiemelt hangsúllyal szerepelnek a víz alatti fotók és az aktfotók. Több mint száz díjat kapott.
A kecskeméti Magyar Fotográfiai Múzeum alapításakor a múzeumi tanács tagja volt. Sok éven át volt tagja mind az újvidéki Branko Bajić Fotóklub elnökségének, mind a Jugoszláv Fotószövetség elnökségének. A Délszláv háborút követően létrejött új szakmai szervezeti srtruktúrák közül a Vajdasági Fotószövetség, valamint a Szerbiai Fotószövetség művészeti tanácsának tagja, egyben szakértője, előadója, oktatója. Lennert számos bel- és külföldi fotókiállítás válogatója, illetve zsűritagja.

## Díjak
- Újvidék város Nagykorúsági Díja – Pro Urbe díj ifjúsági fokozata (1974)Fotózás közben (1990)

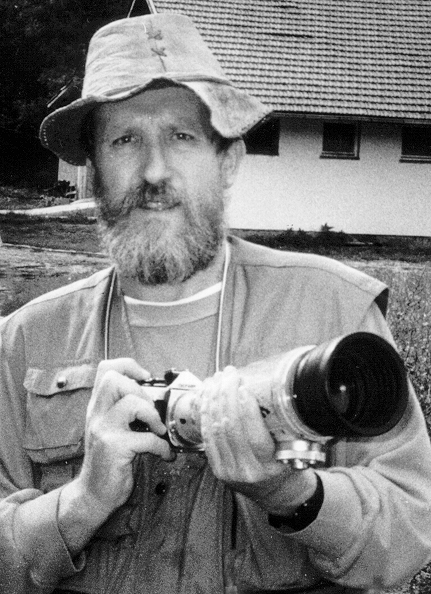
Fotózás közben (1990)

- A Fotóművészet Mestere (MF FSJ, 1979)[1]
- Artist FIAP – Nemzetközi Fotóművészeti Szövetség (1979)
- Aranylencse (Златно Око) nagydíj [9](1976, 1978, 1980)
- Tošo Dabac díj (1991)
- Excellence FIAP (1984, 2004)
- Külhoni Magyarságért Díj (2013)[6]
- Életmű-díj – Szerbiai Fotószövetség)[10] (2022)

## Tagságok
- Magyar Művészeti Akadémia, „nem akadémikus” köztestületi tag (2018-tól)[11]
- Magyar Fotóművészek Világszövetsége, tiszteletbeli tag (2018-tól)[12]
- Nagyváradi Tavirózsa Fotóklub, tiszteletbeli tag
- Eszéki Fotóklub, tiszteletbeli tag
- Újvidéki Branko Bajić Fotóklub, érdemes tag

## Család
Felesége Diósi Erzsébet történész, lányaik Ágota és Ildikó.
Négy unokájuk van.

## Kiállítások

### Főbb zsűrizett kiállítások
- Reus
- Budapest
- Krakkó
- Ostrava
- Ypres
- Szöul
- Nova Friburgo (Brazília)
- Merseburg
- Tbiliszi
- Buenos Aires
- Várna
- Lusaka
- Kaposvár
- Bukarest
- Szingapúr
- Moszkva
- Adealide
- Santos
- Radom
- Ljubljana
- Katowice
- Hayange
- Cartagena
- Strakonice
- Koper
- Kukljica
- Verton (Belgium)
- Zára
- Split
- Eszék
- Szeged
- Homonna
- Szaloniki
- Zürich (Svájc),
- Galánta
- Sopron
- Norwich
- Szentes
- Olomouc

### Főbb önálló kiállítások
- Újvidék (1973 és 2007 között többször)
- Gödöllő
- Lovran
- Bajsa
- Doboj (Bosznia)
- Kaposvár
- Ribarevo (Szerbia)
- Zenta
- Baja
- Szabadka
- Temerin
- Belgrád
- Nagybecskerek
- Sóvé
- Kavilló
- Budapest
- Zágráb
- Plovdiv
- Nagyvárad
- Leskovac
- Craiova
- Ada
- Čačak (Szerbia)
- Maribor
- Szeged-Sziki
- Zsigárd
- Slatina
- Tuzla
- Marosvásárhely
- Szentes

### LENNERT50
Jubileumi fotókiállítás
A látás művészete - Csak egy kicsit másképp
- Budapest – Kerengő (Karmelita) Galéria[14]

- Szivác
- Arad
- Szkopje
- Belgrád
- Ústi nad Orlici
- Bitola
- Újvidék